# Flugplatz Hof-Plauen
Flughafen Hof-Plauen, også benævnt Hof-Plauen Airport (IATA: HOQ, ICAO: EDQM), er en regional lufthavn 5 km syd-vest fra byen Hof, i delstaten Bayern, Tyskland.

## Historie
Lufthavnen åbnede i 1968 efter at der tæt på det nuværende område havde været en anden lufthavn, som udelukkende havde været benyttet af militæret.
Siden 1972 har der været fast ruteflyvning til Frankfurt am Main. I 2009 var det Contact Air der fløj på ruten på vegne af Lufthansa.